# Mariemont
Mariemont – wzgórze na stromym wzniesieniu na przedpolu Starego Zagórza, w zakolu rzeki Osławy 
wznoszące się do 345 m n.p.m. zwane od imienia Marii (Mariemontem), a przez miejscową ludność Marymontem. 
W centralnej części wzgórza znajdują się pozostałości warownego klasztoru i kościoła Karmelitów Bosych otoczonego murami obronnymi.
Do czasów współczesnych zachowały się ruiny kościoła, klasztoru, dwóch baszt, dwupiętrowej kordegardy i bramy wjazdowej od strony północnej. Na dziedzińcu klasztoru przed wejściem do kościoła znajduje się odnowiony duży filar z figurą Matki Bożej (2000) oraz studnia kilkunastometrowej głębokości.
Za wzór zagórskiej świątyni służył rzymski kościół Santa Maria della Scala według projektu Francesca Ciprianiego da Volterra.
Obrona klasztoru w Zagórzu była ostatnią bitwą konfederacji barskiej.
W XVIII i XIX wieku miejsce odpustów i pielgrzymek do sanktuariów Matki Bożej z Góry Karmel. Do roku 1935 wzgórze było własnością barona Adama Gubrynowicza, który przekazał działkę z zabudowaniami seminarium duchownemu w Przemyślu. Od roku 1957 do 1962 wzgórze wraz z pozostałościami świątyni jest w posiadaniu karmelitów bosych. 
Obecnie własność gminy Zagórz. 
Wzgórze Mariemont cechuje specyficzny, ciepły mikroklimat. Występuje tu wiele drzew i krzewów ciepłolubnych, m.in. brzost, grab, paklon, tarnina oraz – sztucznie tu wprowadzona – morwa. Znaczne nasłonecznienie wzgórza sprzyja bytowaniu bardzo tu licznych węży: zaskrońców oraz żmij. Ze wzgórza doskonały punkt widokowy na Zagórz, Góry Słonne oraz wschodnią cześć Beskidu Niskiego.
Od 2007 roku przez wzgórze przebiega turystyczny Szlak Papieski.

Pokój Tobie przechodniu. Wstrzymaj kroki. Kto z pośpiechem doby życia przebiega, może iść dalej. Ciebie jednak proszę, abyś się zatrzymał. Oto patrz i kolana do modlitwy zginaj, bowiem w krypcie tego kościoła spoczywają ziemskie szczątki 55. ojców i braci Karmelitów Bosych, których w XVIII i XIX stuleciu Miłość Chrystusa w modlitwie i pracy przywiodła na zagórski Mariemont.

W dniu 9 sierpnia 2012 otwarto położoną wzdłuż ścieżki do ruin klasztoru "Drogę Krzyżowa Nowego Życia", kolejne stacje drogi krzyżowej wykonali bieszczadzcy artyści: Zdzisław Pękalski z Hoczwi, Bogusław Iwanowski (Tyrawa Wołoska), Franciszek Mikołajczyk (Zagórz), Jacek Kucaba (Zagórz-Tarnów), Antoni Łuczka (Zagórz), Piotr Woroniec (Wola Sękowa), Adam Glinczewski (Czarna), Jan Mogilany (Zagórz), Robert Onacko (Zagórz), Mariusz Mogilany (Zagórz), Tomasz Weremiński (Baligród), Ryszard Iwań (Baligród), Sebastian Trafalski (Lesko) i Waldemar Kordyaczny z Leska.